# پروو، کبک
پرِوو (به فرانسوی: Prévost) شهرکی در منطقه شهری لا ریوییر-دو-نورد ناحیه لورانتید در استان کبک کانادا است. در سرشماری سال ۲۰۱۱ این شهرک ۹٬۶۶۰ نفر جمعیت داشته‌است و مساحت آن ۳۴٫۳۲ کیلومتر مربع است.